# Výpočet plochy pomocí L'Huillierových vzorců

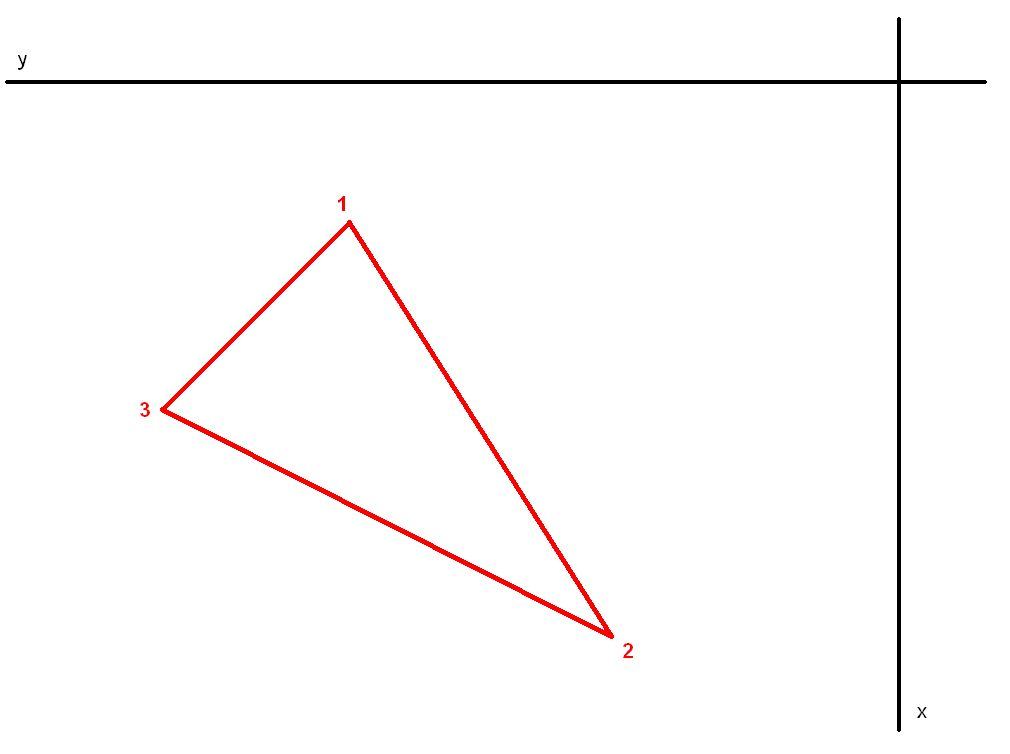
Základní situace

Výpočet plochy pomocí L'Huillierových vzorců je výpočetní postup pro určení výměry rovinného obrazce, jehož hranice jsou tvořeny úsečkami. Krajní body těchto úseček (tedy lomové body hranice plochy, jejíž plocha je stanovována) jsou známé v souřadnicovém systému. Obvykle se používá v geodézii pro určení plochy pozemku. Členitost hranice (a tedy i počet lomových bodů) nejsou omezeny. Postup je pojmenován podle svého prvního zveřejnitele, švýcarského matematika Simona Antoina Jeana L'Huiliera.
Výpočet spočívá v rozdělení plochy na soustavu lichoběžníků a během vlastního výpočtu pak dochází ke sčítání a odčítání ploch těchto lichoběžníků. Pro výpočet plochy lichoběžníku je užit vzorec
{\displaystyle P={\frac {(v).(z_{1}+z_{2})}{2}}}
kde:
- P = určovaná plocha
- v = výška lichoběžníku
- z1 = jedna z (vodorovných) základen lichoběžníku
- z2 = druhá z (vodorovných) základen lichoběžníku

Důležité je, že lomové body hranice rovinného objektu musejí být číslovány v jednom systému, tedy buď ve směru chodu hodinových ručiček nebo naopak, avšak nikdy ne „na přeskáčku“.

## Příklad výpočtu

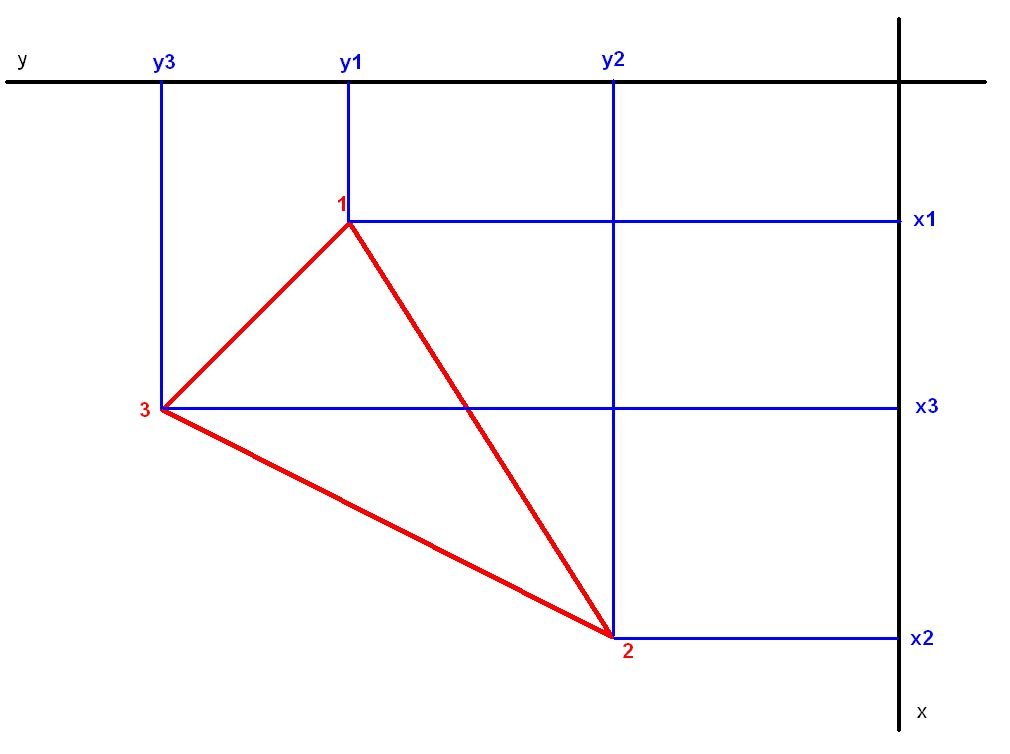
Souřadnice lomových bodů

Příklad výpočtu bude ukázán na ploše trojúhelníku. Jeho lomové body jsou označeny čísly 1, 2 a 3 a body pak mají souřadnice:
- bod 1 – x1, y1
- bod 2 – x2, y2
- bod 3 – x3, y3

### Plocha obrazce A

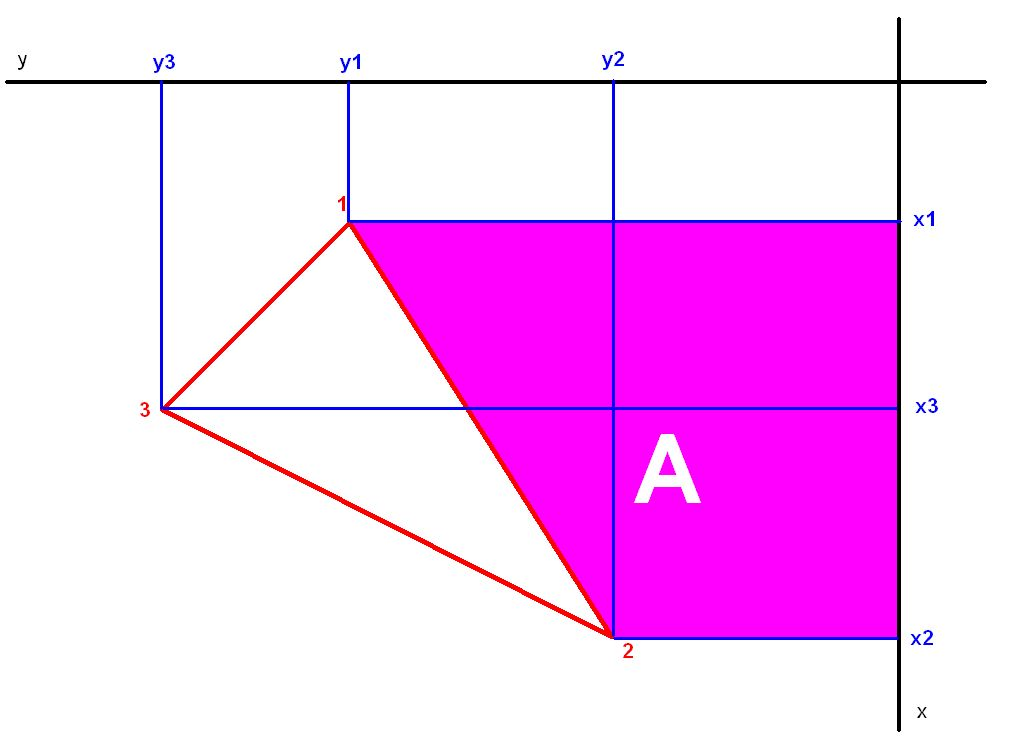
Obrazec A

Obrazec A je lichoběžník, jehož plocha se stanoví dle vzorce:
{\displaystyle P_{A}={\frac {(x_{2}-x_{1}).(y_{2}+y_{1})}{2}}}
Po úpravě
{\displaystyle 2.P_{A}=(x_{2}-x_{1}).(y_{2}+y_{1})}

### Plocha obrazce B

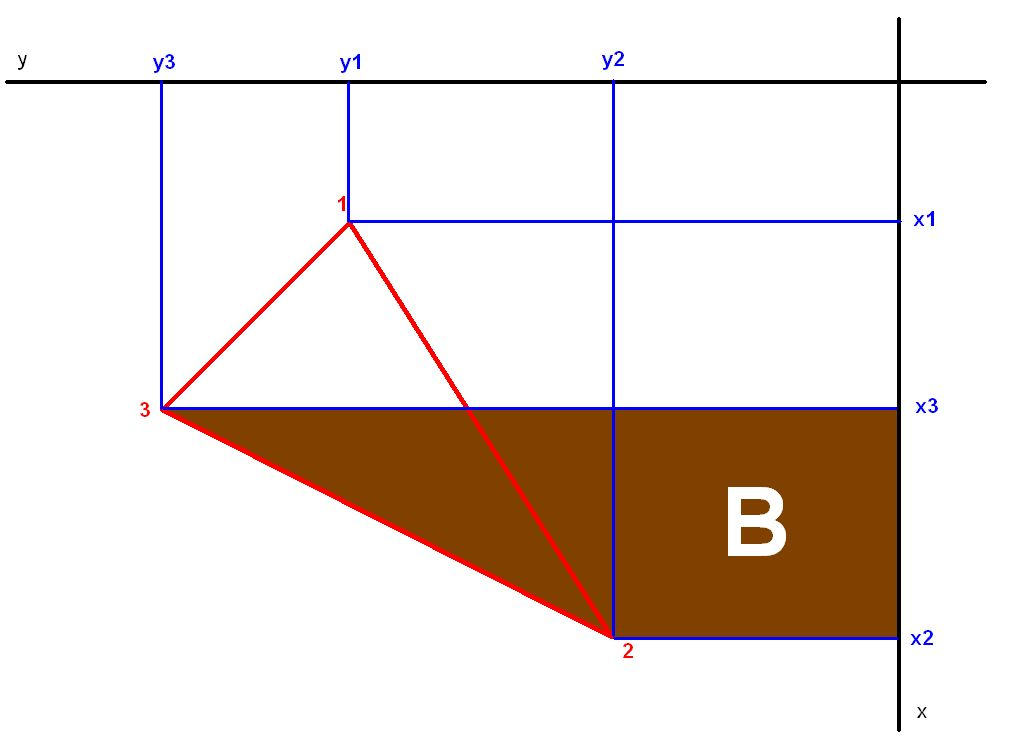
Obrazec B

Obrazec B je lichoběžník, jehož plocha se stanoví dle vzorce:
{\displaystyle P_{B}={\frac {(x_{2}-x_{3}).(y_{2}+y_{3})}{2}}}
Po úpravě
{\displaystyle 2.P_{B}=(x_{2}-x_{3}).(y_{2}+y_{3})}

### Plocha obrazce C

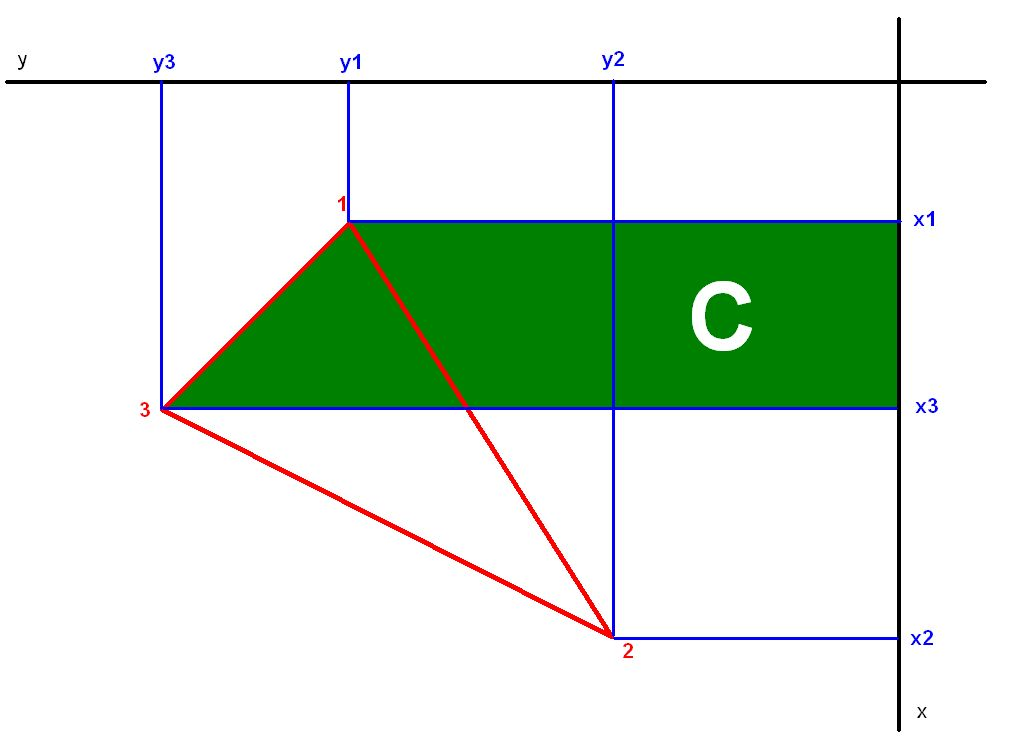
Obrazec C

Obrazec C je lichoběžník, jehož plocha se stanoví dle vzorce:
{\displaystyle P_{C}={\frac {(x_{3}-x_{1}).(y_{3}+y_{1})}{2}}}
Po úpravě
{\displaystyle 2.P_{C}=(x_{3}-x_{1}).(y_{3}+y_{1})}

### Celková plocha obrazce
Celková plocha obrazce se stanoví seskládáním jednotlivých ploch dle systému — A + B + C (viz schémata vpravo). Vzorec pak je v podobě:
{\displaystyle 2.P=-[(x_{2}-x_{1}).(y_{2}+y_{1})]+[(x_{2}-x_{3}).(y_{2}+y_{3})]+[(x_{3}-x_{1}).(y_{3}+y_{1})]}
Po roznásobení:
{\displaystyle 2.P=-[x_{2}.y_{2}+x_{2}.y_{1}-x_{1}.y_{2}-x_{1}.y_{1}]+[x_{2}.y_{2}+x_{2}.y_{3}-x_{3}.y_{2}-x_{3}.y_{3}]+[x_{3}.y_{3}+x_{3}.y_{1}-x_{1}.y_{3}-x_{1}.y_{1}]}
Následně se odstraní závorky:
{\displaystyle 2.P=-x_{2}.y_{2}-x_{2}.y_{1}+x_{1}.y_{2}+x_{1}.y_{1}+x_{2}.y_{2}+x_{2}.y_{3}-x_{3}.y_{2}-x_{3}.y_{3}+x_{3}.y_{3}+x_{3}.y_{1}-x_{1}.y_{3}-x_{1}.y_{1}}

### Seřazení proměnných
Pro větší přehlednost je možné součiny seřadit podle jedné z proměnných.

#### Seřazení dle proměnnéx
{\displaystyle 2.P=x_{1}.y_{1}-x_{1}.y_{1}+x_{1}.y_{2}-x_{1}.y_{3}-x_{2}.y_{1}-x_{2}.y_{2}+x_{2}.y_{2}+x_{2}.y_{3}+x_{3}.y_{1}-x_{3}.y_{2}-x_{3}.y_{3}+x_{3}.y_{3}}
Po sečtení a odečtení stejných dvojic proměnných:
{\displaystyle 2.P=x_{1}.y_{2}-x_{1}.y_{3}-x_{2}.y_{1}+x_{2}.y_{3}+x_{3}.y_{1}-x_{3}.y_{2}}
Vytknutí stejných proměnných x:
{\displaystyle 2.P=x_{1}.(y_{2}-y_{3})+x_{2}.(y_{3}-y_{1})+x_{3}.(y_{1}-y_{2})}
Úprava matematického znaménka:
{\displaystyle 2.P=x_{1}.(y_{2}-y_{3})+x_{2}.(y_{3}-y_{1})+x_{3}.(y_{1}-y_{2})}
Je možné sestavit vzorec:
{\displaystyle 2.P=\sum _{i=1}^{N}x_{i}.(y_{i+1}-y_{i-1})}
kde:
- N = počet vrcholů (resp. lomových bodů) rovinného obrazce

Což lze upravit do podoby
{\displaystyle P=\sum _{i=1}^{N}{\frac {x_{i}.(y_{i+1}-y_{i-1})}{2}}}
Důležité je, že pro platnost tohoto vzorce je nutné číslovat lomové body parcely ve směru chodu hodinových ručiček.

#### Seřazení dle proměnnéy
{\displaystyle 2.P=x_{1}.y_{1}-x_{1}.y_{1}-x_{2}.y_{1}+x_{3}.y_{1}+x_{1}.y_{2}-x_{2}.y_{2}+x_{2}.y_{2}-x_{3}.y_{2}-x_{1}.y_{3}+x_{2}.y_{3}-x_{3}.y_{3}+x_{3}.y_{3}}
Po sečtení a odečtení stejných dvojic proměnných:
{\displaystyle 2.P=-x_{2}.y_{1}+x_{3}.y_{1}+x_{1}.y_{2}-x_{3}.y_{2}-x_{1}.y_{3}+x_{2}.y_{3}}
Vytknutí stejných proměnných x:
{\displaystyle 2.P=-y_{1}.(x_{2}-x_{3})+y_{2}.(x_{1}-x_{3})-y_{3}.(x_{1}-x_{2})}
Úprava matematického znaménka:
{\displaystyle 2.P=y_{1}.(x_{3}-x_{2})+y_{2}.(x_{1}-x_{3})+y_{3}.(x_{2}-x_{1})}
Je možné sestavit vzorec:
{\displaystyle 2.P=\sum _{i=1}^{N}y_{i}.(x_{i-1}-x_{i+1})}
kde:
- N = počet vrcholů (resp. lomových bodů) rovinného obrazce

Což lze upravit do podoby
{\displaystyle P=\sum _{i=1}^{N}{\frac {y_{i}.(x_{i-1}-x_{i+1})}{2}}}
Důležité je, že pro platnost tohoto vzorce je nutné číslovat lomové body parcely tak, že následující číslo má vždy soused předchozího bodu, tedy nikoli „na přeskáčku“ a čísluje se ve směru chodu hodinových ručiček.